# Dona davant del mirall
Dona davant del mirall (en danès: Kvinde foran et spejl) o Una dona nua arregla el seu cabell enfront d'un mirall (en danès: En Nøgen kvinde sætter sit hår foran et spejl), coneguda també simplement com a Nu del mirall, és una pintura a l'oli realitzada el 1841 pel pintor de l'edat d'or danesa Christoffer Wilhelm Eckersberg. La pintura es troba en la Col·lecció Hirschsprung a Copenhaguen. L'obra és relativament petita, però és considerada com una de les obres mestres de l'Edat d'or danesa.

## Descripció
La pintura mostra a una dona d'esquena, amb el tors al descobert enfront d'un mirall ovalat, que reflecteix el seu rostre i la part superior del seu pit. La seva mà esquerra es recolza en un tocador verd en la cantonada de l'esquerra del quadre. En l'obra també es pot veure una petita caixa amb una tapa oberta. Amb la mà dreta aixecada i tocant-se el cabell castany que està estretament pentinat en un monyo amb ratlla al mig. El seu lòbul de l'orella esquerra de color vermellós té un pendent d'or que rellueix, el dret també es veu, encara que no es reflecteix en el mirall, i el pentinat també és diferent en el mirall, ja que el cabell cobreix les orelles de la dona.
La part inferior del cos de la dona es cobreix amb una tela blanca, per sota dels seus malucs. La seva cama dreta sembla estar lleugerament inclinada cap amunt en contrapposto.
La model està situada a l'esquerra en relació amb la línia central de la pintura, mentre que el mirall es troba a la dreta de la imatge. El mirall oval amb marc de fusta retorna la cara de la dona pràcticament al seu centre. La mida que té el mirall fa que solament la part superior del pit s'insinuï en la imatge, a més la postura amb el braç aixecat dret cobreix en part el reflex del mirall, fins i tot la cara de la dona solament es veu a mig fer, en el reflex s'aprecia que la vista de la dona no és frontal doncs la té dirigida cap avall, amb el que no hi ha contacte visual amb l'espectador de la pintura.

## Europeana 280
A l'abril de 2016, la pintura Dona davant del mirall va ser seleccionada com una de les deu obres artístiques més importants de Dinamarca pel projecte Europeana.